# Philippe Leleu
Pour les articles homonymes, voir Leleu.
Philippe Leleu, né le 28 mars 1958 à Lamballe, est un coureur cycliste français. Professionnel de 1981 à 1989, il a remporté 11 victoires dont une étape du Tour de France 1983.

## Palmarès

### Palmarès amateur
- 1980
  - 1re étape du Circuit de Bretagne-Sud
  - Tour d'Émeraude :
    - Classement général
    - 2e étape

  - 2e de Manche-Atlantique
  - 3e de Redon-Redon
- 1981
  - Tour du Haut-Languedoc
  - 3e du Circuit du Bocage vendéen

### Palmarès professionnel
| - 1982 - 1re étape du Tour du Limousin - 6e étape du Tour de l'Avenir - 1983 - 2ea étape du Tour d'Armor - 20e étape du Tour de France - 1984 - Prologue du Tour d'Armor - 2e du Tour du Nord-Ouest de la Suisse - 5e du Championnat de Zurich - 1985 - 2e étape du Tour d'Armorique - 5e étape des Quatre Jours de Dunkerque - 3e du Tour de Vendée | - 1986 - 3e étape du Tour d'Armorique - 2e du Tour d'Armorique - 1988 - 3ea étape du Tour d'Armor - Flèche finistérienne - 1989 - 2e étape de la Route du Sud |  |

## Résultats sur les grands tours

### Tour de France
5 participations
- 1983 : 41e, vainqueur de la 20e étape
- 1984 : abandon (18e étape)
- 1986 : 97e
- 1988 : 65e
- 1989 : 90e

### Tour d'Espagne
1 participation
- 1982 : 43e